# Filippo Ernesto di Hohenlohe-Langenburg
Filippo Ernesto di Hohenlohe-Neuenstein (Langenburg, 11 agosto 1584 – Weikersheim, 29 gennaio 1628) fu conte di Hohenlohe-Langenburg e il quarto figlio maschio di Volfango, conte di Hohenlohe-Neuenstein (1546-1610), che successivamente diventò reggente della contea di Weikersheim e di sua moglie, Maddalena di Nassau-Dillenburg (1547-1643).

## Biografia
Dopo un primo servizio nell'esercito dei Paesi Bassi austriaci ereditò il governo delle proprie terre dallo zio Filippo di Hohenlohe-Neuenstein (1550-1606). Alla morte del padre, ricevette nel 1610 dopo la divisione della contea originaria con i suoi fratelli Giorgio Federico (1569-1647) (Weikersheim) e Kraft (1582-1641) (Neuenstein) il governo di Langenburg, dove si insediò dopo la costruzione del nuovo castello locale. Col grado di colonnello fu nuovamente nei Paesi Bassi.
Alla sua morte, venne sepolto nella chiesa parrocchiale di Langenburg.

### Matrimonio e figli
Il 26 gennaio 1609 sposò la contessa Anna Maria di Solms-Sonnewalde (1585-1634), figlia del conte Ottone di Solms-Sonnewalde, dalla quale ebbe i seguenti eredi:
- Volfango Ottone (1611-1632)
- Filippo Ernesto (nato e morto nel 1612)
- Luigi Kraft (1613-1632)
- Filippo (1614-1635)
- Giorgio (1615-1616)
- Anna (1617-1671), sposò Giorgio Luigi, burgravio di Kirchberg, conte di Hachenbach († 1686)
- Dorotea (1618??)
- Gioacchino (1619-1675)
- Cristina (1621-1681), sposò il conte Wolfgang di Hohenlohe-Waldenburg (1617-1658)
- Maria Giuliana (1623-1695), sposò in prime nozze, nel 1647, Giovanni Guglielmo di Limpurg († 1655) ed alla morte di questi nel 1663 si risposò con Francesco di Limpurg († 1673)
- Enrico Federico (1625-1699), sposò in prime nozze nel 1652, Eleonora Maddalena di Hohenlohe-Neuenstein-Weikersheim (1635-1657) ed alla morte di questa, nel 1658, si risposò con la contessa Giuliana Dorotea di Castell (1640-1706)

## Ascendenza
|                                                 |                                           |                                               | Genitori                                    |  |  | Nonni |  |  | Bisnonni                                             |  |  | Trisnonni                                   |  |
|                                                 |                                           |                                               |                                             |  |  |       |  |  | Georg I, I conte di Hohenlohe-Weikersheim-Waldenburg |  |  | Kraft VI, II conte di Hohenlohe-Weikersheim |  |
|                                                 |                                           |                                               |                                             |  |  |       |  |  | Georg I, I conte di Hohenlohe-Weikersheim-Waldenburg |  |  | Kraft VI, II conte di Hohenlohe-Weikersheim |  |
|                                                 |                                           | contessa Helene von Württemberg               |                                             |  |  |       |  |  | Georg I, I conte di Hohenlohe-Weikersheim-Waldenburg |  |  |                                             |  |
| Ludwig Casimir, I conte di Hohenlohe-Neuenstein |                                           |                                               |                                             |  |  |       |  |  | Georg I, I conte di Hohenlohe-Weikersheim-Waldenburg |  |  |                                             |  |
|                                                 |                                           | contessa Praxedis von Sulz                    | Rudolph V, XXII conte di Sulz               |  |  |       |  |  |                                                      |  |  |                                             |  |
|                                                 |                                           | contessa Praxedis von Sulz                    | Rudolph V, XXII conte di Sulz               |  |  |       |  |  |                                                      |  |  |                                             |  |
|                                                 |                                           | contessa Praxedis von Sulz                    | contessa Margarethe von Waldburg-Sonnenberg |  |  |       |  |  |                                                      |  |  |                                             |  |
| Wolfgang II, II conte di Hohenlohe-Neuenstein   |                                           | contessa Praxedis von Sulz                    |                                             |  |  |       |  |  |                                                      |  |  |                                             |  |
|                                                 |                                           | Otto, I conte di Solms-Laubach                | Philipp, V conte di Solms-Lich              |  |  |       |  |  |                                                      |  |  |                                             |  |
|                                                 |                                           | Otto, I conte di Solms-Laubach                | Philipp, V conte di Solms-Lich              |  |  |       |  |  |                                                      |  |  |                                             |  |
|                                                 |                                           | Otto, I conte di Solms-Laubach                | contessa Adriana von Hanau-Münzenberg       |  |  |       |  |  |                                                      |  |  |                                             |  |
| contessa Anna zu Solms-Laubach                  |                                           | Otto, I conte di Solms-Laubach                |                                             |  |  |       |  |  |                                                      |  |  |                                             |  |
|                                                 |                                           | duchessa Anna zu Mecklenburg-Schwerin         | Magnus II, duca di Meclemburgo-Schwerin     |  |  |       |  |  |                                                      |  |  |                                             |  |
|                                                 |                                           | duchessa Anna zu Mecklenburg-Schwerin         | Magnus II, duca di Meclemburgo-Schwerin     |  |  |       |  |  |                                                      |  |  |                                             |  |
|                                                 |                                           | duchessa Anna zu Mecklenburg-Schwerin         | duchessa Sophie von Pommern-Wolgast         |  |  |       |  |  |                                                      |  |  |                                             |  |
| Philipp Ernst, I conte di Hohenlohe-Langenburg  |                                           | duchessa Anna zu Mecklenburg-Schwerin         |                                             |  |  |       |  |  |                                                      |  |  |                                             |  |
|                                                 | Johann V, VIII conte di Nassau-Dillenburg | Johann IV, VI conte di Nassau-Dillenburg      |                                             |  |  |       |  |  |                                                      |  |  |                                             |  |
|                                                 | Johann V, VIII conte di Nassau-Dillenburg | Johann IV, VI conte di Nassau-Dillenburg      |                                             |  |  |       |  |  |                                                      |  |  |                                             |  |
|                                                 | Johann V, VIII conte di Nassau-Dillenburg | contessa Maria van Loon-Heinsberg             |                                             |  |  |       |  |  |                                                      |  |  |                                             |  |
| Wilhelm I, IX conte di Nassau-Dillenburg        | Johann V, VIII conte di Nassau-Dillenburg |                                               |                                             |  |  |       |  |  |                                                      |  |  |                                             |  |
|                                                 |                                           | langravia Elisabeth von Hessen                | Heinrich III, I langravio d'Alta Assia      |  |  |       |  |  |                                                      |  |  |                                             |  |
|                                                 |                                           | langravia Elisabeth von Hessen                | Heinrich III, I langravio d'Alta Assia      |  |  |       |  |  |                                                      |  |  |                                             |  |
|                                                 |                                           | langravia Elisabeth von Hessen                | contessa Anna von Katzenelnbogen            |  |  |       |  |  |                                                      |  |  |                                             |  |
| contessa Magdalena von Nassau-Dillenburg        |                                           | langravia Elisabeth von Hessen                |                                             |  |  |       |  |  |                                                      |  |  |                                             |  |
|                                                 |                                           | Botho VIII, III conte di Stolberg-Wernigerode | Heinrich, II conte di Stolberg-Wernigerode  |  |  |       |  |  |                                                      |  |  |                                             |  |
|                                                 |                                           | Botho VIII, III conte di Stolberg-Wernigerode | Heinrich, II conte di Stolberg-Wernigerode  |  |  |       |  |  |                                                      |  |  |                                             |  |
|                                                 |                                           | Botho VIII, III conte di Stolberg-Wernigerode | contessa Margarethe von Mansfeld            |  |  |       |  |  |                                                      |  |  |                                             |  |
| contessa Juliana zu Stolberg-Wernigerode        |                                           | Botho VIII, III conte di Stolberg-Wernigerode |                                             |  |  |       |  |  |                                                      |  |  |                                             |  |
|                                                 |                                           | contessa Anna von Eppstein-Königstein         | Philipp I, I conte di Eppstein-Königstein   |  |  |       |  |  |                                                      |  |  |                                             |  |
|                                                 |                                           | contessa Anna von Eppstein-Königstein         | Philipp I, I conte di Eppstein-Königstein   |  |  |       |  |  |                                                      |  |  |                                             |  |
|                                                 |                                           | contessa Anna von Eppstein-Königstein         | contessa Louise de la Marck                 |  |  |       |  |  |                                                      |  |  |                                             |  |
|                                                 |                                           | contessa Anna von Eppstein-Königstein         |                                             |  |  |       |  |  |                                                      |  |  |                                             |  |